# Короткоголова жаба
Короткоголова жаба (Brachycephalus) — рід земноводних родини Короткоголові ряду Безхвості. Має 41 вид.

## Опис
Загальна довжина представників цього роду досягає 1,2—2 см. Голова доволі невелика, значно менша за довжину тулуба. На спині присутні кістяна пластинка, що зрослася з хребцями та шкірою. За це ця жаба отримала назву «сідлоносна жаба». Деякі пальці на кінцівках відсутні: 2 — на передніх, та 3—4 — на задніх. Шкіра гладенька, містить потужну отруту — тетродоскин. Забарвлення яскраво-помаранчеве або жовте. За це отримала назву «гарбузова жаба».

## Спосіб життя
Полюбляють тропічні ліси. Значний час проводять у лісовій підстилці. Активні вдень. Живляться дрібними безхребетними.
Це яйцекладні амфібії. Самиці заривають яйця у ґрунт або під лісову підстилку. У них підсутня стадія пуголовок.

## Розповсюдження
Короткоголові жаби мешкають у південно-східній Бразилії.

## Види
- Brachycephalus actaeus Monteiro et al., 2018[1]
- Brachycephalus albolineatus Bornschein et al., 2016[2]
- Brachycephalus alipioi Pombal & Gasparini, 2006
- Brachycephalus atelopoide Miranda-Ribeiro, 1920
- Brachycephalus auroguttatus Ribeiro et al., 2015[3][4]
- Brachycephalus boticario Ribeiro et al., 2015[3][4]
- Brachycephalus brunneus Ribeiro et al., 2005
- Brachycephalus bufonoides Miranda-Ribeiro, 1920
- Brachycephalus clarissae Folly, Vrcibradic, Siqueira, Rocha, Machado, Lopes & Pombal, 2022
- Brachycephalus coloratus Ribeiro et al., 2017[5]
- Brachycephalus crispus Condez, Clemente-Carvalho, Haddad & Reis, 2014
- Brachycephalus curupira Ribeiro et al., 2017[5]
- Brachycephalus dacnis  Toledo et al., 2024
- Brachycephalus darkside Guimarães, Luz, Rocha & Feio, 2017[6]
- Brachycephalus didactylus (Izecksohn, 1971)
- Brachycephalus ephippium (Spix, 1824)
- Brachycephalus ferruginus Alves et al., 2006
- Brachycephalus fuscolineatus Ribeiro et al., 2015[3][4]
- Brachycephalus garbeanus Miranda-Ribeiro, 1920
- Brachycephalus guarani Clemente-Carvalho et al., 2012
- Brachycephalus herculeus Folly, Condez, Vrcibradic, Rocha, Machado, Lopes & Pombal, 2024
- Brachycephalus hermogenesi (Giaretta & Sawaya, 1998)
- Brachycephalus ibitinga Condez et al., 2021
- Brachycephalus izecksohni Ribeiro et al., 2005
- Brachycephalus leopardus Ribeiro et al., 2015[3][4]
- Brachycephalus margaritatus Pombal & Izecksohn, 2011
- Brachycephalus mariaeterezae Ribeiro et al., 2015[3][4]
- Brachycephalus mirissimus Pie et al., 2018[7]
- Brachycephalus nodoterga Miranda-Ribeiro, 1920
- Brachycephalus olivaceus Ribeiro et al., 2015[3][4]
- Brachycephalus pernix Pombal, Wistuba & Bornschein, 1998[8]
- Brachycephalus pitanga Alves, Sawaya, Reis & Haddad, 2009
- Brachycephalus pombali Alves et al., 2006
- Brachycephalus pulex Napoli, Caramschi, Cruz & Dias, 2011[9]
- Brachycephalus quiririensis Pie & Ribeiro, 2015[10]
- Brachycephalus rotenbergae Nunes et al., 2021[11]
- Brachycephalus sulfuratus Condez et al., 2016[12]
- Brachycephalus toby Haddad et al., 2010
- Brachycephalus tridactylus Garey et al., 2012[13]
- Brachycephalus verrucosus Ribeiro et al., 2015[3][4]
- Brachycephalus vertebralis Pombal, 2001